# Луцій Сальвій Отон Кокцеян
Луцій Сальвій Отон Кокцеян (лат. Lucius Salvius Otho Cocceianus; 55 —96) — державний діяч Римської імперії, консул-суффект 82 року.

## Життєпис
Походив з роду нобілів Сальвіїв. Народився у м. Ферентіум (Етрурія) у 55 році. Син Луція Сальвія Отона Тіціана, консула 52 та 69 років, та Кокцеї, доньки Марка Кокцея Нерви, консула-суффекта 40 року. Свого часу імператор Отон мав намір оголосити Кокцеяна своїм спадкоємцем.
У 63 році увійшов до колегії саліїв. У 82 році став консулом-суффектом. Згодом попав під підозру у імператора Доміціана. Зрештою Луція Кокцеяна у 96 році було страчено за те, що він святкував день народження свого дядька та імператора Отона.